# II. Béla magyar király
II. (Vak) Béla (Tolna vármegye, 1108 körül – Székesfehérvár, 1141. február 13.) Magyarország 12., 1131 és 1141 között uralkodó királya. Apja Álmos herceg, I. Géza király fia, anyja Predszláva, II. Szvjatopolk kijevi nagyfejedelem leánya.
Béla kezdetben teljesen esélytelennek tűnt a trónra, ugyanis az apja folyamatosan lázadozott Könyves Kálmán uralma ellen, aki hosszú ideig tartó türelem és könyörületesség után végül megvakíttatta az öccsét és a kis Béla herceget, hogy alkalmatlanná tegye őket az uralkodásra. Azonban Kálmán fia és utóda, II. István gyermektelenül halt meg, így az egyik lehetséges királyjelölt a már felnőtt Béla herceg lett, és az unokatestvére halála után el is foglalhatta Magyarország trónját.
Testi fogyatékossága és kicsapongó életmódja nem tette lehetővé a mindennapi ügyekben történő részvételét, ezért az uralkodása alatt nagyrészt a felesége, az erőskezű Ilona királyné kormányozta az országot. A gyermekei közül II. Géza a legjelentősebb, két másik fia, László és István Géza halála után trónkövetelőként léptek fel az unokája, III. István uralma ellen.

## Gyermekkora

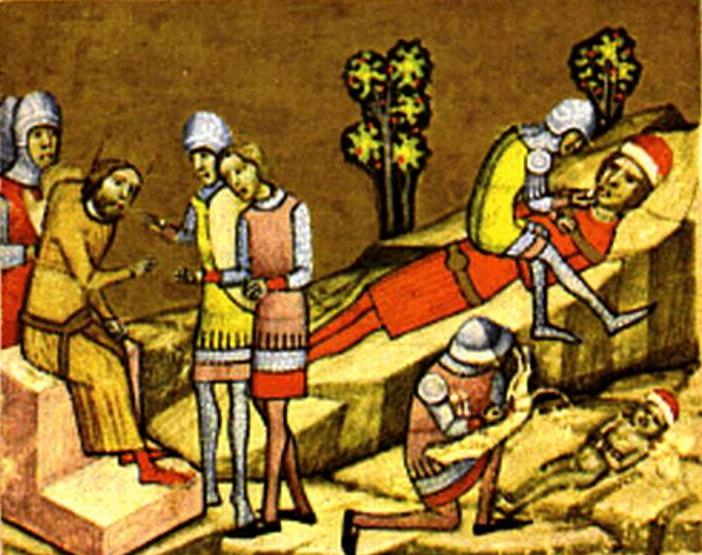
Álmos herceg és a fia, Béla megvakítása (Képes krónika)

Az apja életét a magyar koronáért folytatott szüntelen, néha titokban, néha nyíltan folytatott harc jellemezte. Ez a mozgalmas, kalandos élet rányomta a bélyegét a családja életére is. A kor szokásait figyelembe véve ugyanis Álmos családjának volt oka arra gondolni, hogy Álmos egy meggondolatlan lépése után egyszer nekik is bűnhődniük kell. Ez 1115 körül be is következett: a herceg egyik újabb akciója után Kálmán király parancsára több emberével és az ekkor legfeljebb hétéves Béla fiával együtt megvakították őt. Álmost és Bélát a dömösi kolostorba vitték. Az 1120-as évek közepén aztán ismét menekülniük kellett. Részleteket nem ismerünk, de feltehetően Álmos ismét szervezkedni kezdett a főhatalom megszerzésére. A herceg eljutott Bizáncba, de Béla ismeretlen okból a pécsváradi apátságba került.
II. István 1128 körül kapott hírt a Pécsváradon bujkáló unokaöccséről. A király feleségül kérte Béla számára Ilonát, I. Uros szerb nagyzsupán leányát, majd Tolnán telepítette le őket. Középkori krónikáink szerint István azért karolta fel megvakított rokonát, mert neki magának nem volt fiúgyermeke, és Bélát akarta az örökösévé tenni. Ez nem felel meg a valóságnak, mert II. Istvánnak ekkor már Zsófia nevű testvérének a fia, Saul személyében kijelölt utódja volt.
István 1131. március elején halt meg, Béla koronázására azonban csak két hónappal később került sor. Ebből arra lehet következtetni, hogy Saul és Béla között harc folyt a trónért, amely Béla győzelmével végződött: Felicián esztergomi érsek április 28-án Székesfehérváron II. Bélaként magyar királlyá koronázta. A hatalom ezzel az Árpád-ház Kálmán-ágáról az Álmos-ágra szállt át.

## A hatalom megszilárdítása, az aradi gyűlés

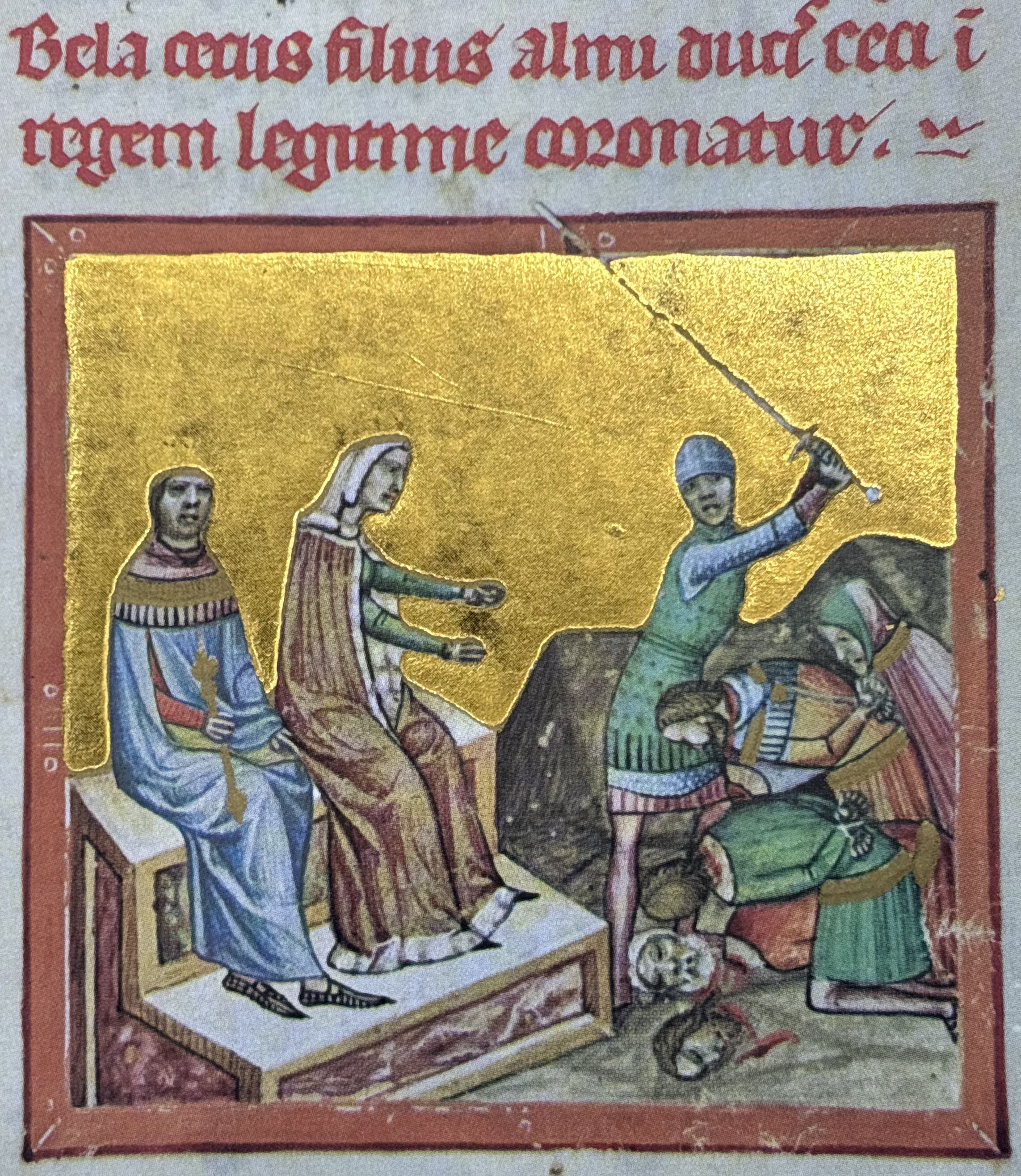
Az aradi mészárlás, a Képes krónika miniatúrája

A hatalom egyik ágról másikra kerülése általában együtt jár a belső hatalmi viszonyok átrendeződésével is. A Kálmánt és II. Istvánt támogató főurak kiszorultak a hatalomból, és pozícióba jutottak azok, akik az addigiakban Bélát támogatták.  Ebben az esetben azonban, feltehetően a Béla vaksága felett érzett düh, elkeseredettség és bosszúvágy miatt, ez a hatalomváltás véres eseménnyel vette kezdetét. Az 1131-ben Arad mellett tartott országgyűlésen kegyetlenül meggyilkoltatták azokat a főembereket, akikről feltételezni lehetett, hogy felelősek Béla megvakításáért. A források szerint a vérengzésnek hatvannyolc főúr esett áldozatul. Az esemény megszervezésében és kivitelezésében meghatározó szerepe volt Ilona királynénak.

## Harca Borisz ellen
Kálmán király törvénytelennek tartott fia, Borisz, tudva, hogy a magyar trónon egy vak király ül, elérkezettnek látta az időt arra, hogy harcot indítson a magyar koronáért. Ehhez Lengyelországban, III. Boleszláv udvarában keresett szövetségest. Mivel 1127 óta ellenséges volt a magyar–lengyel viszony, Borisz itt kedvező fogadtatásra talált, a lengyel hadak megindultak Magyarország ellen. Béla, testvérének osztrák házassága révén, III. Lipót osztrák őrgrófban talált katonai szövetségesre. Az 1132. július 22-én a Sajó folyó völgyében vívott csatában a magyar és osztrák seregek súlyos vereséget mértek Borisz és Boleszló hadaira. Borisz nem halt meg a csatában, de a továbbiakban már nem veszélyeztette Béla királyságát. Ez elsősorban II. Béla hatékony külpolitikájának volt köszönhető.

## Külpolitikája
II. Béla korában a magyar külpolitika rendkívül hatékony és sikeres volt. A Borisz elleni háború idején az osztrák őrgrófság és Csehország házassági kapcsolat révén volt Béla szövetségese. A Přemyslben székelő halicsi fejedelem, Vlagyimirkó (Vlagyimirkó Volodárovics, élt 1104–1152 között) felesége Kálmán magyar király leánya volt, így vele Béla a rokonság okán állott jó viszonyban, ez alapján pártfogolta őt. A kijevi fejedelmet, II. Jaropolkot (Vlagyimirevics II. Jaropolk, élt 1082–1139 között) már ügyes diplomáciával állította maga mellé. Így gyakorlatilag bekerítette Lengyelországot Magyarország szövetségeseivel. A magyar–lengyel ellenségeskedésnek az vetett véget, hogy Béla megnyerte az ügyének III. Lothár német-római császárt is, akinek a követelésére Boleszláv elállt Borisz további támogatásától.
II. Béla II. Anaklét ellenpápával szemben II. Incét támogatta, amivel elérte, hogy az egyházi ügyeket teljesen önállóan, pápai beleszólás nélkül intézhette. Tehette ezt annak ellenére, hogy 1106-ban Kálmán király a maga és az utódai nevében lemondott az invesztitúra jogáról.
A sikeres kül- és belpolitika lehetővé tette az ország területi terjeszkedését is. 1136-ban Közép-Dalmácia újra magyar fennhatóság alá került. 1137-ben II. Béla meghódította Boszniát (Rámát), és a fiát, Lászlót (a későbbi II. Lászlót) Bosznia hercegévé nevezte ki.

## Belpolitikája
A véres leszámolások után a belpolitikai életben is építő munka indult. A fennmaradt oklevelek tanúsága szerint II. Béla idején kezdett szerveződni az udvarban egy olyan hivatal, amely az oklevelek kiadásával már nemcsak alkalmilag, hanem hivatásszerűen foglalkozott. Ez a hivatal a III. Béla korára kialakult kancellária elődjének tekinthető.
Béla jó viszonyt ápolt a hazai egyházi vezetőkkel, jelentős adományokat tett az egyház javára. Az 1137-ben leégett pannonhalmi apátságot is az ő segítségével építették újjá. Mindezek nagymértékben hozzájárultak az ország konszolidálásához.
Béla következetesen bevonta a királyi tanácsot az ország irányításába. Nem volt lehetősége másra, mivel a vaksága miatt teljesen ki volt szolgáltatva a környezetének. A források alapján bizonyosra vehető, hogy a hatalmat nem egyedül gyakorolta, hanem a szűk környezetével, elsősorban Ilona királynéval együtt tette ezt.

## Családja
Ilona királynét a műveltsége, az intelligenciája és határozott jelleme alkalmassá tette arra, hogy gyakorlatilag mint társuralkodó jelenjen meg Béla mellett. Az oklevelek tanúsága szerint az ország lakói is tisztában voltak azzal, hogy ketten uralkodnak fölöttük. Az uralkodópár gondoskodott az 1131-ben még csaknem a kihalás sorsára jutott Árpád-dinasztia továbbéléséről is. A következő gyermekeik születtek:
- 1130-ban Géza herceg, Béla utódja;
- 1131-ben László herceg, későbbi ellenkirály;
- 1133 körül István herceg, szintén későbbi ellenkirály;
- 1134-ben Álmos herceg, aki a nevét feltehetően nem Álmos nagyfejedelem, hanem a nagyapja, Álmos herceg iránti kegyeletből kapta. A keresztelője 1134. június 3-án történt. Még II. Béla életében meghalt;
- 1136-ban Zsófia, aki 1139-ben III. Konrád német király Henrik nevű fiának a jegyese lett, de a házasság nem jött létre. Admonti apácaként fejezte be az életét;
- Gertrúd, akinek a születési ideje nem ismert. 1149 körül III. Miciszláv lengyel uralkodó második felesége lett. 1156-ban halt meg.

Béla kegyelettel megőrizte az apja emlékét: 1137-ben hazahozatta a testét Bizáncból, és a székesfehérvári koronázóbazilikában temettette el.
A vak király a korban megszokottnál mélyebben és érzékenyebben élte át a családjával kapcsolatos eseményeket. Külföldi forrásnak köszönhetően fennmaradtak a császári udvarba távozó Zsófia leányát búcsúztató szavai (1139-ből):
Ég és föld Ura, te mindent látsz, én viszont semmit sem látok. Rendelésedre, mivel így akartad, én vakká lettem … Ő az én egyetlen leányom … ma őt… férjhez adom … legyen köztem és közted olyan erős megállapodás, Istenem, hogy te őt soha el nem hagyod.
A német-római császári udvarban kegyetlenül és megalázóan bántak az általuk műveletlennek tartott magyar királyi családból érkező Zsófia hercegnővel, aki a jegyessége felbontása után zárdába vonult. Béla ezt már nem érte meg.

## Halála
II. Béla 1141. február 13-án halt meg. Székesfehérvárott, a koronázóbazilikában temették el. 2019-ben azonosították a csontjait. A Mátyás-templomban őrzött, XIX. századi székesfehérvári ásatásokból származó csontok korábbi DNS-vizsgálata igazolta, hogy az egyik személy (aki valószínűleg a III. Béla melletti sírtól balra nyugodott) III. Béla rokona, az ezt követő radiokarbon-vizsgálat pedig egyértelművé tette, hogy III. Béla nagyapja, II. Béla az.

## Galéria

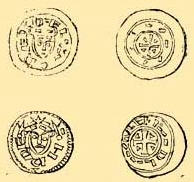
Béla dénárjainak rajzolata
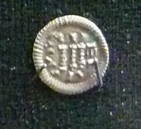
A király egyik ezüstdénárja
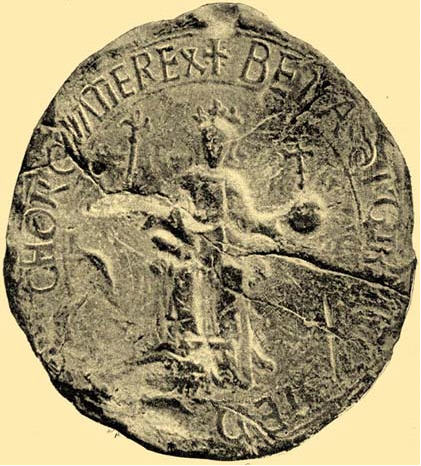
II. Béla királyi pecsétje
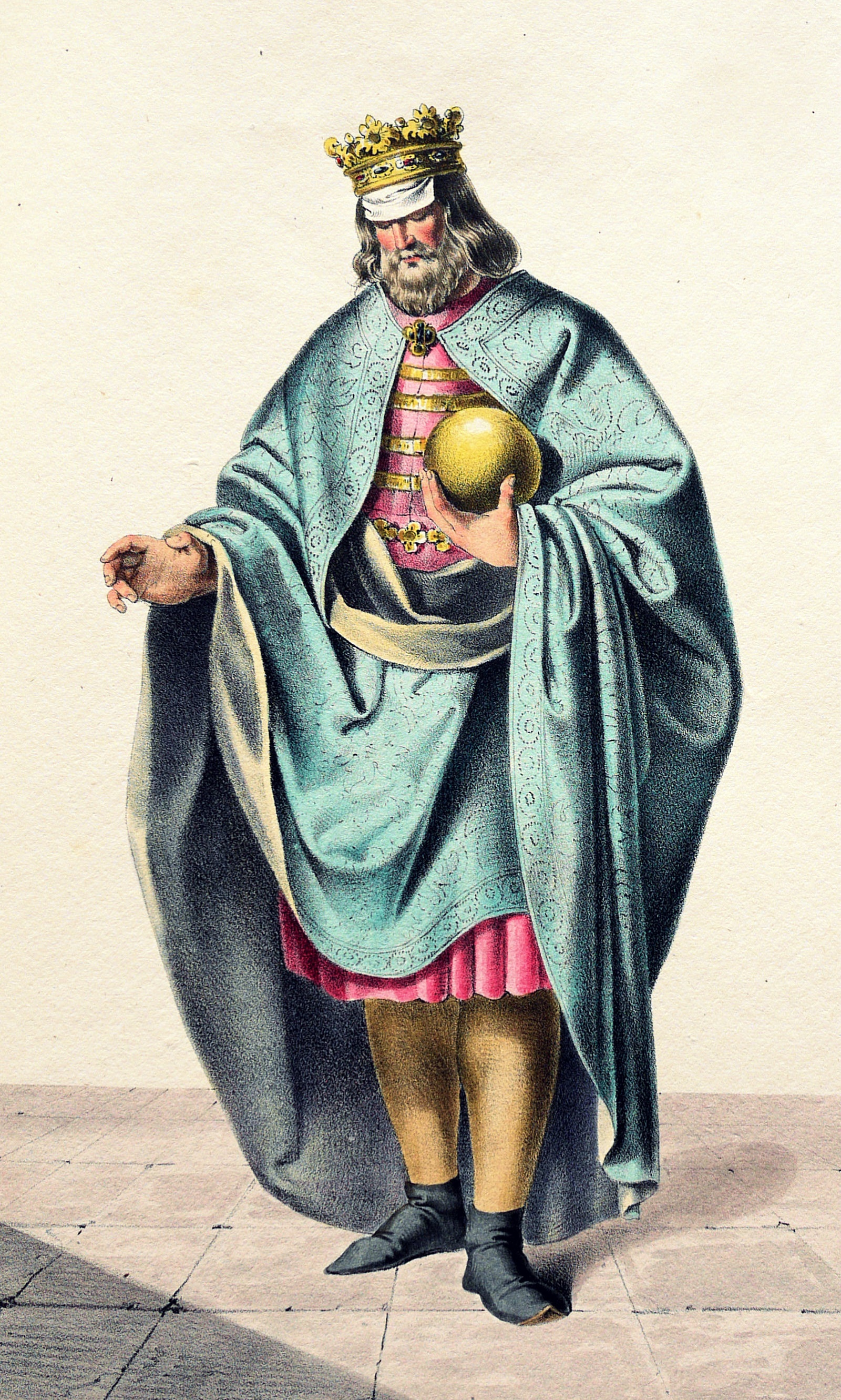
Josef Kriehuber színezett kőnyomata, 1828